# Raffaello da Montelupo
Raffaele Sinibaldi dit Raffaello da Montelupo (Montelupo Fiorentino, ~1505 – Orvieto, ~1566) est un sculpteur italien.

## Biographie
Raffaello da Montelupo est le fils de Baccio Sinibaldi, mieux connu sous le nom de Baccio da Montelupo, qui était à l'époque un sculpteur et ami de Michel-Ange.
Vers 1520, il travaille à Carrare, avec Giovanni da Fiesole, sur des œuvres en partance pour l'Espagne (entre autres, il exécute les Saints Pères pour la tombe du cardinal Ximenes à Alcalá de Henares).
De 1521 à 1523, il aide de son père dans les travaux de la tombe Gigli de San Michele à Lucques, dont il ne reste que son relief grave et monumental avec la Vierge et son fils.
En 1524, il se rend à Rome et collabore au tombeau de la Madone de Raphaël au Panthéon ainsi qu'au saint Elie de la chapelle Chigi de Santa Maria del Popolo et à certaines restaurations de statues antiques.

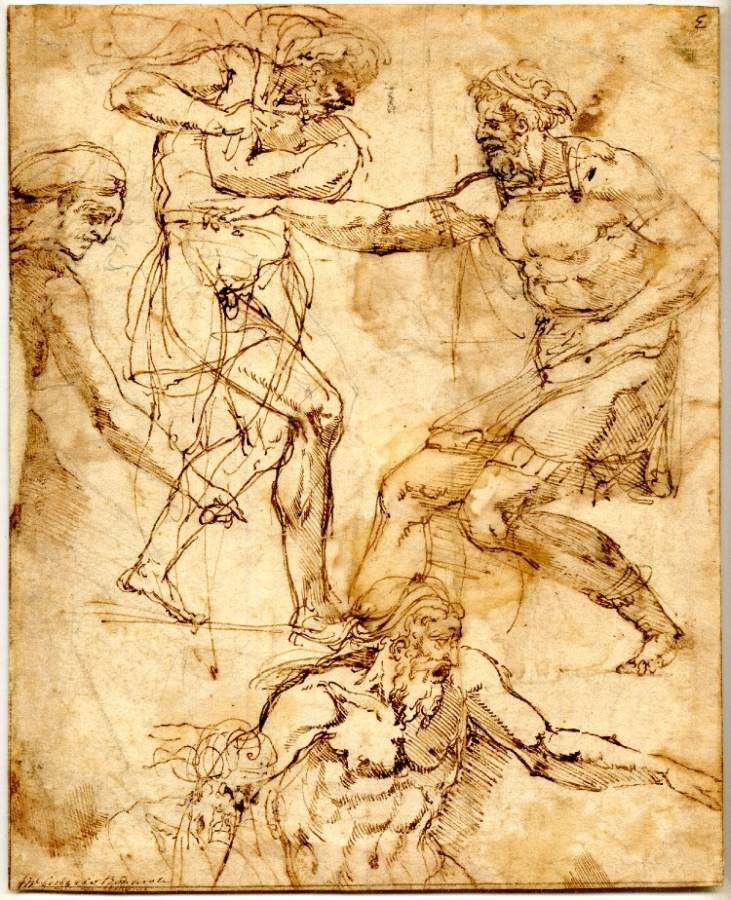
Etude de Raffaello da Montelupo

Il quitte Rome après le sac de 1527, qu'il décrit de manière vivante dans des mémoires conservés à la Bibliothèque nationale de Florence. Il se réfugie à Lorette en 1530 et y resta jusqu'en 1533 et peut-être jusqu’en 1537, où il sculpte des reliefs en marbre pour la Santa Casa, probablement basés sur un dessin d'Andrea Sansovino.
Les grands panneaux bien composés de la Visitation (1530), de l'Adoration des Mages (1532) et de la Mort de Marie (auxquelles Tribolo a également collaboré) lui sont attribués.
En 1538, sur la base de dessins précis de Michel-Ange, il sculpte la statue de San Damiano dans la nouvelle sacristie de San Lorenzo à Florence. C'est son chef-d'œuvre, avec une torsion audacieuse du corps accompagnée d'un drapé vibrant, évoquant l'esprit tourmenté qui se transfuse dans la matière. Raffaello da Montelupo n'atteignit plus jamais ce niveau, bien qu'il suivit, plus tard, d'autres dessins de Michel-Ange (1542) ; en effet, la Madone, le Prophète et la Sibylle qu'il a sculptés pour le tombeau de Jules II dans la basilique Saint-Pierre-aux-Liens de Rome sont parmi ses œuvres les plus pauvres et ont mécontenté Michel-Ange.
Raffaello da Montelupo travaille comme architecte au Château Saint-Ange, réalisant entre autres des décorations en stuc, diverses cheminées, portes et fenêtres, ainsi qu'une statue de l'archange Saint Michel qui était autrefois placée au sommet de l'édifice avant d'être remplacée au XVIIIe siècle et déplacée dans une des cours du château.
De 1552 jusqu'à sa mort, il travaille à Orvieto, en tant que maître d'œuvre de l'Opera del Duomo.
Parmi les divers travaux qu'il y réalise, on note les mosaïques et sculptures pour la façade, des statues pour l'intérieur de l'église (perdues), la décoration en stuc de certaines chapelles (détruites au XIXe siècle), on se souvient du grand relief de l'Adoration de la Mages.
Lui sont également attribuées la statue du pape dans la tombe de Léon X dans l'église de la Minerve à Rome, la table funéraire de Andrea del Sarto des Santissima Annunziata de Florence; les projets de l'église de Santa Maria à San Lorenzo alle Vigne près d'Orvieto ; ceux, selon Vasari, d'un palais de Bolsena ; et diverses conceptions de sculpture et d'architecture, très inspirées par Michel-Ange, aux Offices.

En définitive, Raffaele da Montelupo aura été un artiste talentueux mais bien trop inégal dans la qualité de l’ensemble de son œuvre. À côté de l'influence de Michel-Ange, il y a aussi celle du Sansovino ; et s’il ne parvint à s'affirmer davantage, c’est qu'une forte personnalité lui fit toujours défaut.

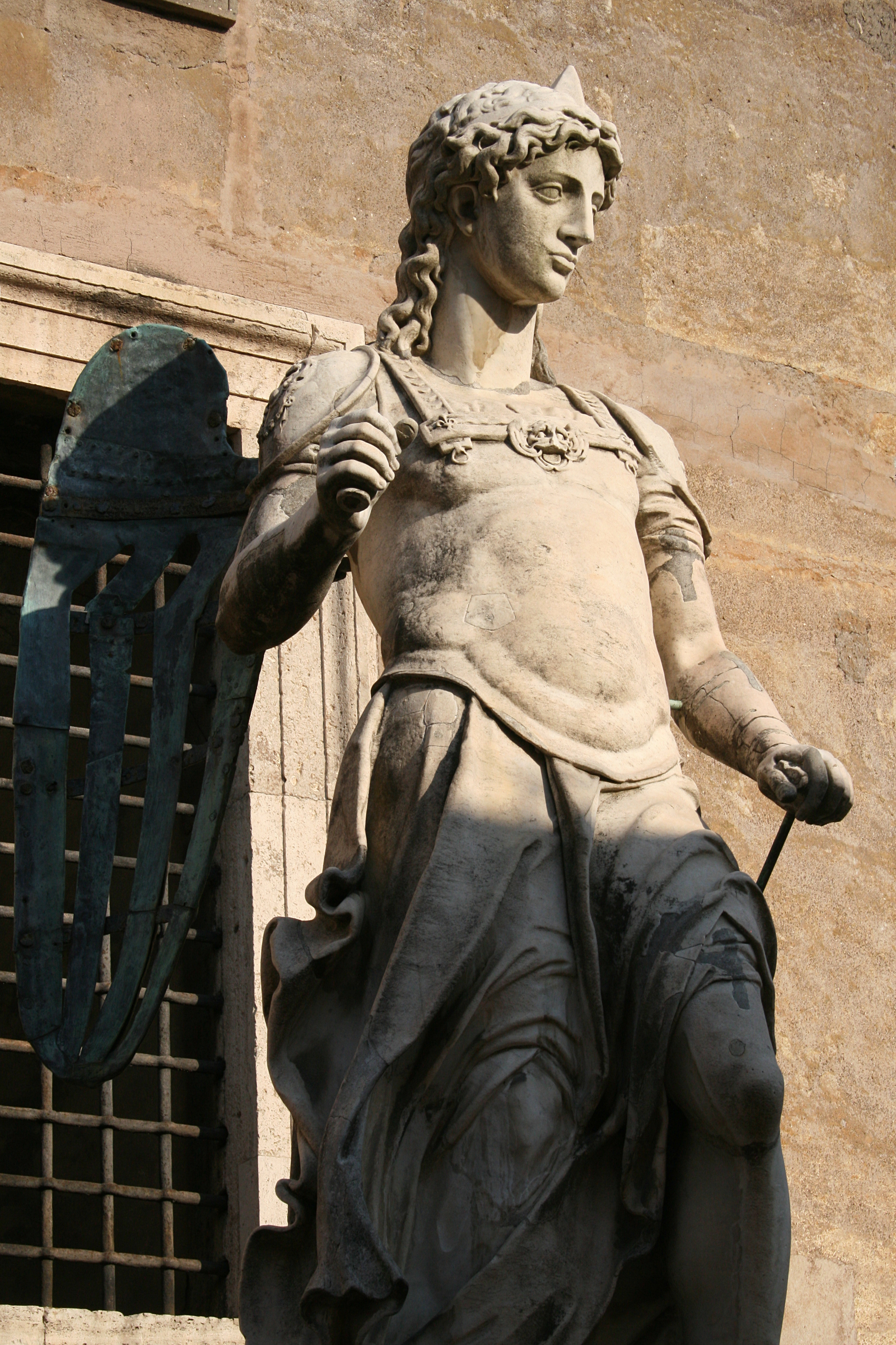
L’Ange du Château Saint-Ange de Rome
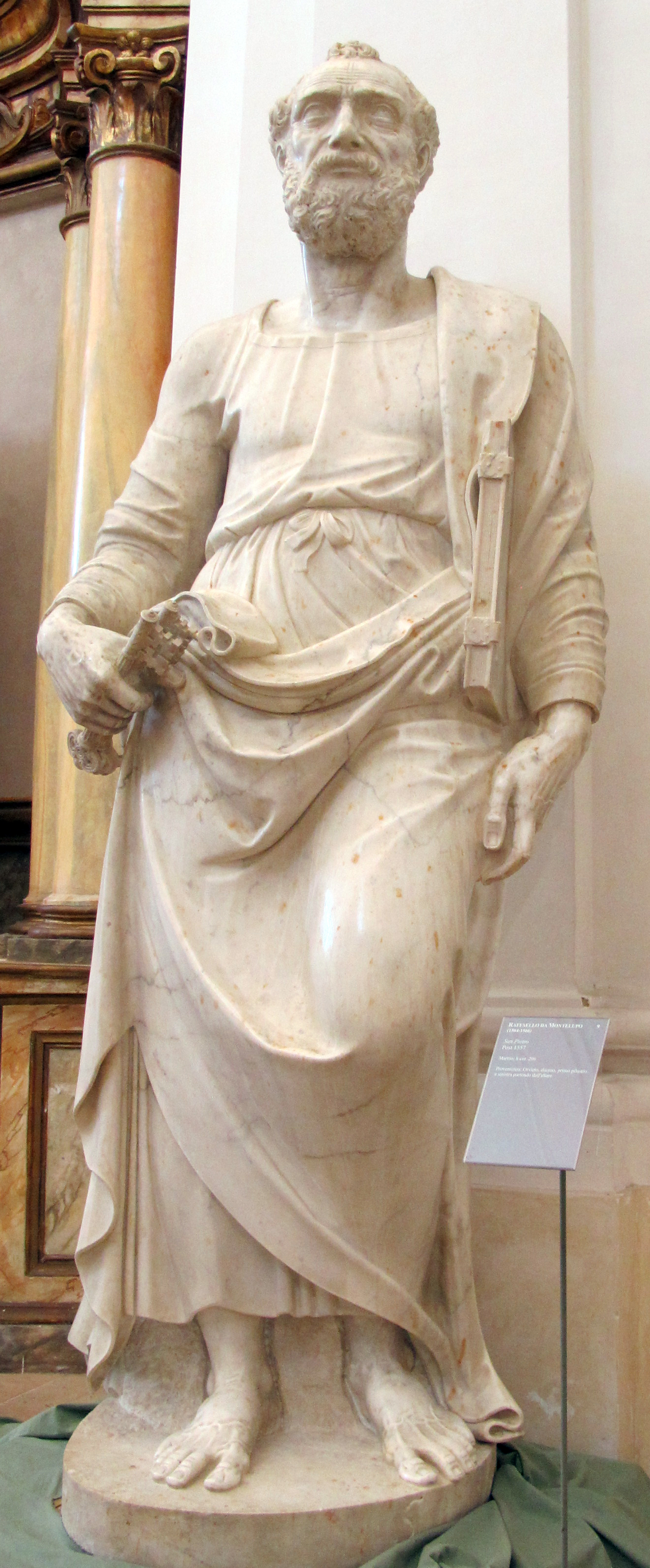
Saint Pierre, après 1557
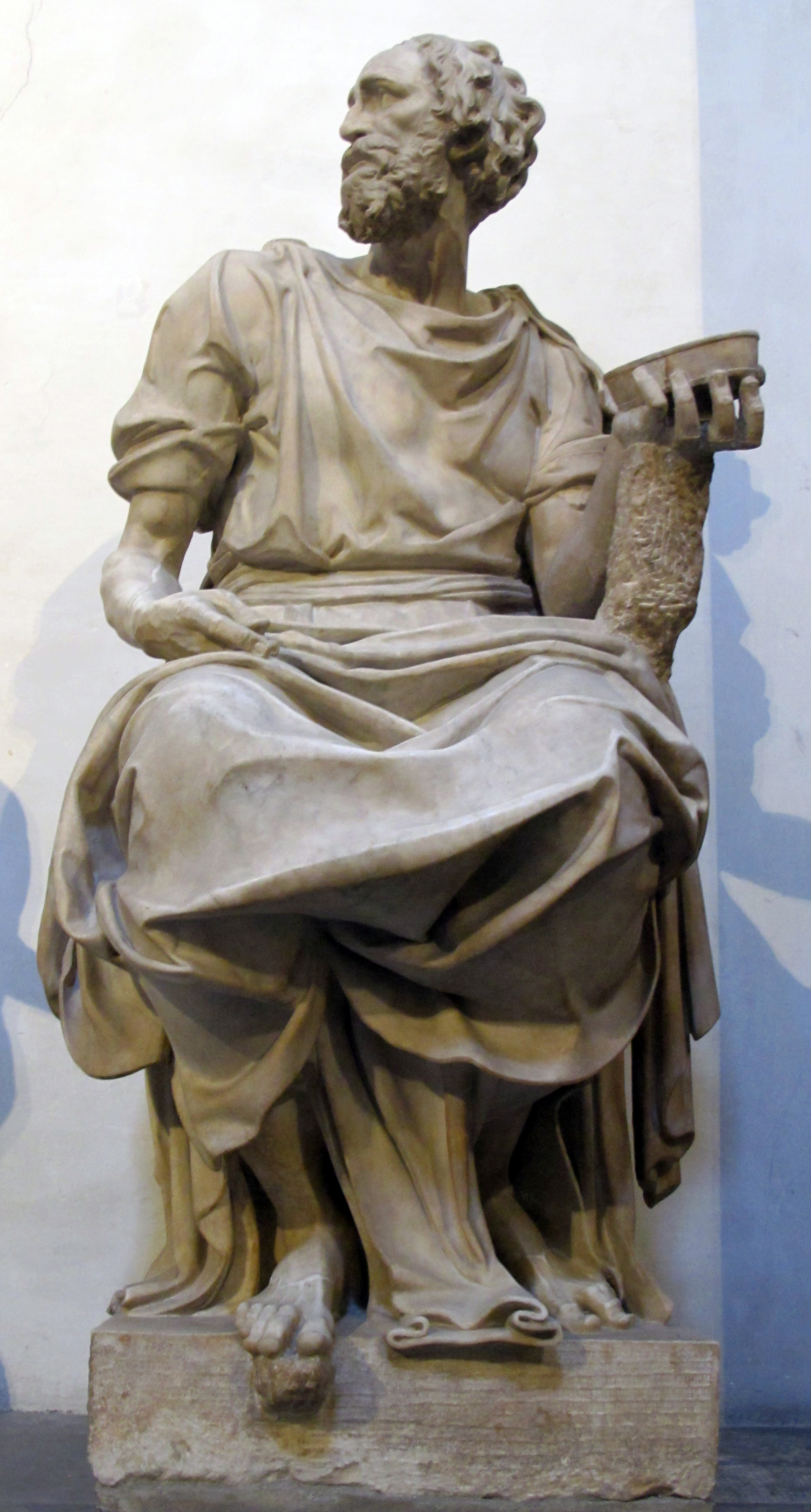
San Damiano de l’église San Lorenzo de Florence
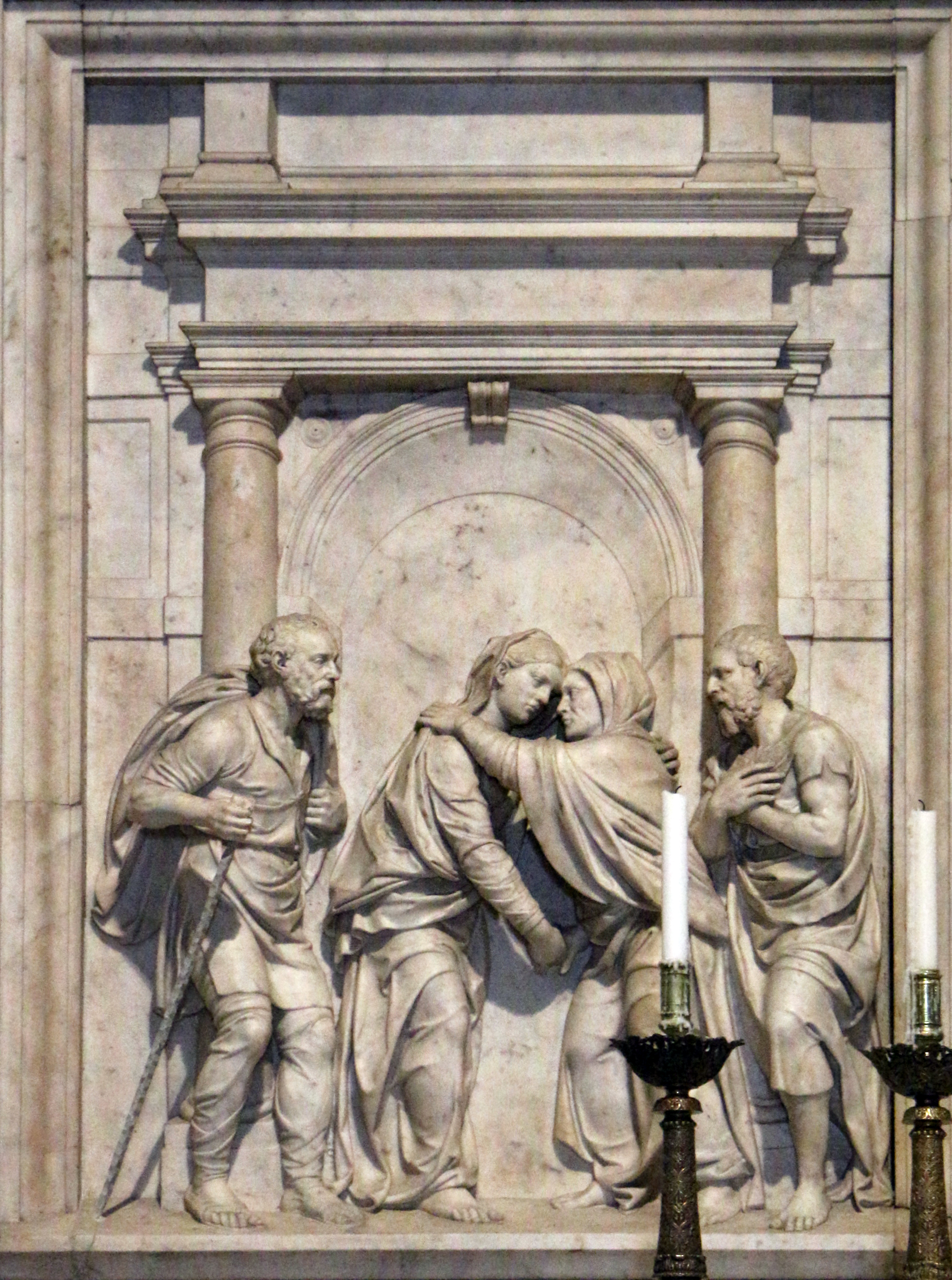
Visitation, bas-relief de la sainte Maison de Lorette
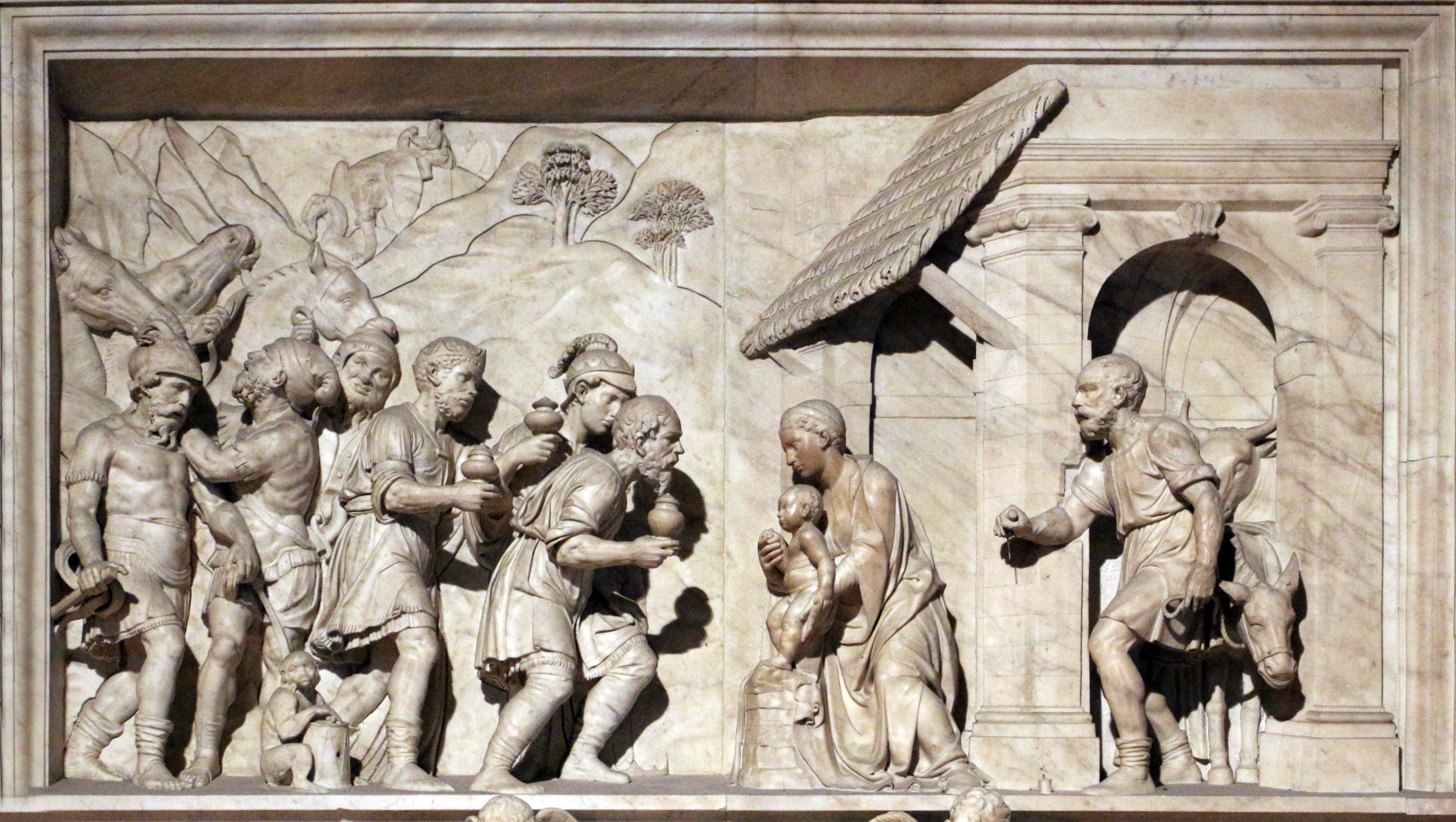
Adoration des Mages, Santa Casa de Lorette
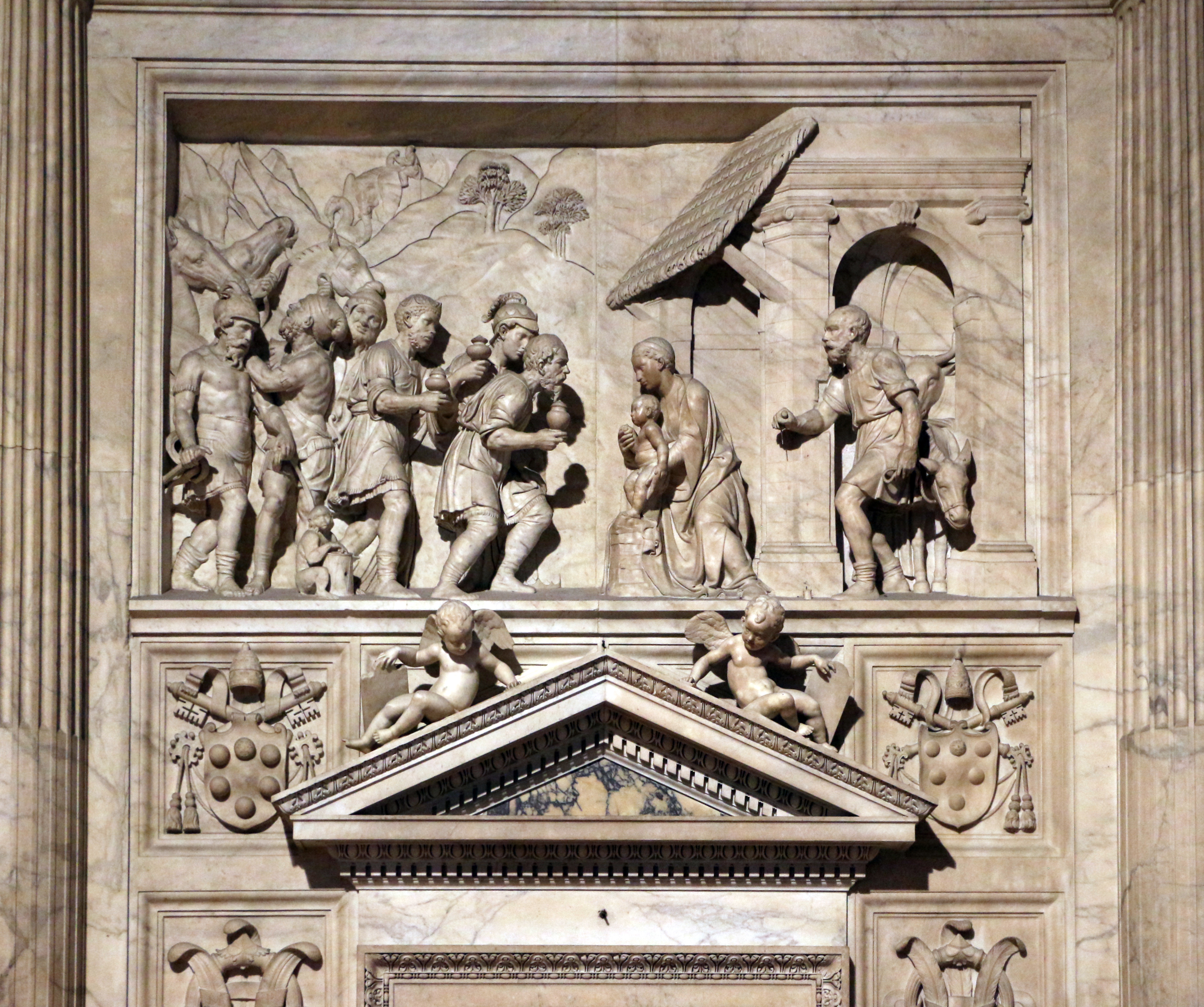
Adoration des Mages de Raffaello da Montelupo

## Œuvres célèbres

### Pour Michel-Ange
- Quelques statues pour le monument au pape Jules II à la Basilique Saint-Pierre de Rome
- La statue de San Damiano pour la sacristie de la basilique San Lorenzo de Florence
- La statue de l'Archange Saint Michel au château Saint-Ange
- Une statue pour le tombeau du pape Léon X à la Basilique de la Minerve.

### PourAntonio da Sangallo le Jeune
- Le bas-relief de la Visitation et Adoration des Mages pour la Sainte Maison de Lorette à Loreto.

### Autres
- À San Piero a Sieve est conservé un crucifix en bois, du maître-autel, qui lui est attribué.
- Engagé en 1552 comme architecte pour la Cathédrale d'Orvieto, sur laquelle il réalisa le bas-relief de l'Adoration des mages.